# Luculia pinceana
A Luculia pinceana a tárnicsvirágúak (Gentianales) rendjébe és a buzérfélék (Rubiaceae) családjába tartozó faj.

## Előfordulása
A Luculia pinceana előfordulási területe Ázsiában van. A természetes állományai a következő térségekben és országokban találhatók meg: az indiai Asszám, a Himalája keleti fele, Kína déli felének középső és keleti részei, Mianmar, Nepál, Tibet és Vietnám.

## Képek

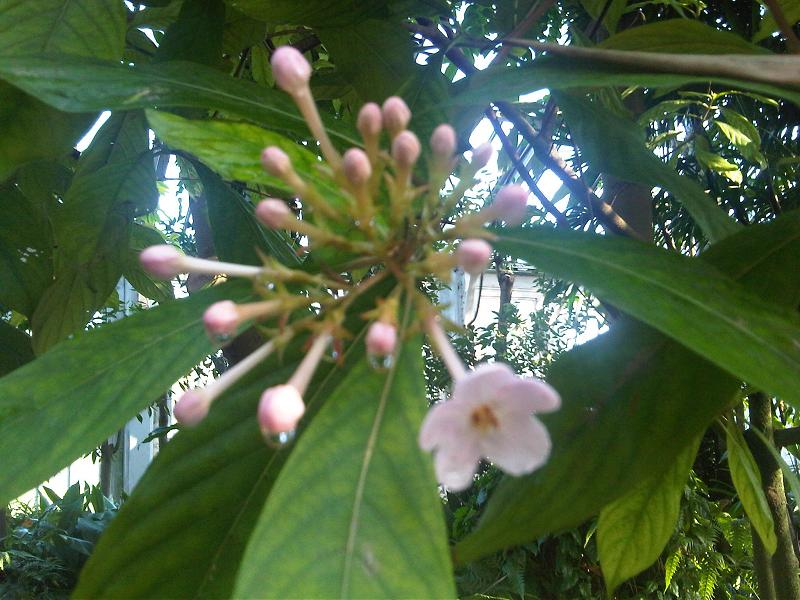
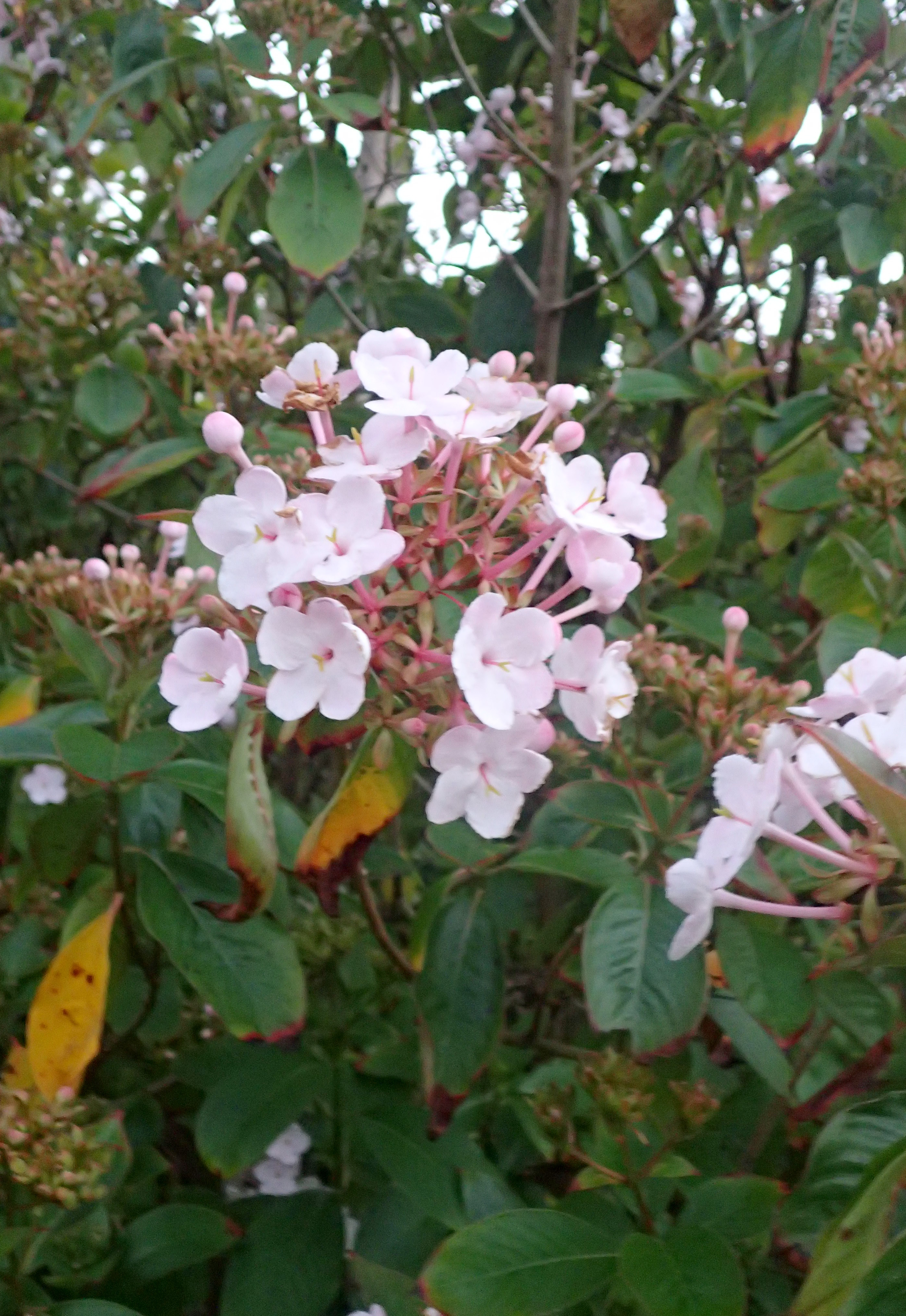